# Александровка (городской округ Красногорск)
Алекса́ндровка — деревня в Московской области России. Входит в городской округ Красногорск.

## География
Расположена на северном берегу реки Москвы. Население — 199 чел. (2010).

## История
В XVIII в. территория нынешней Александровки относилась к селу Усово (Московская область), расположенному на противоположном берегу реки Москвы. В 1760-х гг. село принадлежало М.М. Матюшкину. В это время пустырь на северном берегу реки выкупил П.С. Сумароков, занимавший посты обер-шталмейстера и камергера. Он заселил имение, поставил каменную церковь и, в 1773 году обратился с прошением об освящении церкви. Других сведений об Александровке того времени не имеется. После смерти П.С. Сумарокова в 1780 году село вошло в Ильинскую вотчину, лишилось церкви и стало деревней. В дальнейшем деревня росла за счёт переселения из Ильинского.
В середине XX в. рост деревни прекратился, начался отток населения. Деревню считали «неперспективной» до конца XX века, когда в деревне началось активное дачное строительство. На 2006 год Александровка считается удобным дачным местом, недалеко от Рублёвского шоссе.
С 1994 до 2005 года деревня входила в Ильинский сельский округ Красногорского района, а с 2005 до 2017 года включалась в состав Ильинского сельского поселения Красногорского муниципального района.

## Население
| 2002 | 2006 | 2010 |
| ---- | ---- | ---- |
| 231  | →231 | ↘199 |